# S.S.C. Giugliano
Società Sportiva Calcio Giugliano hay còn gọi tắt là Giugliano, là một câu lạc bộ bóng đá Ý, có trụ sở tại Giugliano ở Campania, Campania. Câu lạc bộ được thành lập vào năm 1928. Màu sắc của đội là xanh dương và vàng.

## Danh hiệu
- Serie D
  - Vô địch: 1997-1998